# Floresta (Pernambuco)
Floresta is een gemeente in de Braziliaanse deelstaat Pernambuco. De gemeente telt 28.100 inwoners (schatting 2009).
De plaats is zetel van het rooms-katholieke bisdom Floresta.